# Xã Crook, Quận Hamilton, Illinois
Xã Crook (tiếng Anh: Crook Township) là một xã thuộc quận Hamilton, tiểu bang Illinois, Hoa Kỳ. Năm 2010, dân số của xã này là 312 người.